# Lijst van beschermd erfgoed in Bernissart
Onderstaande tabel geeft een overzicht van de beschermde erfgoederen in de gemeente Bernissart. Het beschermd erfgoed maakt deel uit van het cultureel erfgoed in België.
| Object                                                         | Bouwjaar/architect | Deelgemeente | Adres                         | Coördinaten                   | Nummer?                | Afbeelding                                                     |
| -------------------------------------------------------------- | ------------------ | ------------ | ----------------------------- | ----------------------------- | ---------------------- | -------------------------------------------------------------- |
| Moerasgebied van Harchies: de vijvers van "Rivage" (site)      |                    | Harchies     |                               | 50° 28' 17" NB, 3° 41' 10" OL | 51009-CLT-0001-01 Info | Moerasgebied van Harchies: de vijvers van "Rivage" (site)      |
| Kerk van Alle Heiligen (monument) en oude begraafplaats (site) |                    | Blaton       |                               | 50° 30' 4" NB, 3° 39' 44" OL  | 51009-CLT-0002-01 Info | Kerk van Alle Heiligen (monument) en oude begraafplaats (site) |
| Kerk de la Sainte-Vierge                                       |                    | Pommerœul    |                               | 50° 27' 40" NB, 3° 42' 43" OL | 51009-CLT-0003-01 Info | Kerk de la Sainte-Vierge                                       |
| Voormalig gemeentehuis                                         |                    | Blaton       | Grand Place 29                | 50° 30' 4" NB, 3° 39' 38" OL  | 51009-CLT-0005-01 Info |                                                                |
| Pastorie                                                       |                    | Blaton       | Rue de l'Église 28            | 50° 30' 2" NB, 3° 39' 44" OL  | 51009-CLT-0006-01 Info |                                                                |
| Site van Préau (site)                                          |                    | Harchies     |                               | 50° 28' 27" NB, 3° 40' 0" OL  | 51009-CLT-0007-01 Info |                                                                |
| Kalkovens (monument) ensemble van deze met de omgeving (site)  |                    | Blaton       | Route Nationale nabij nr. 505 | 50° 30' 13" NB, 3° 38' 42" OL | 51009-CLT-0008-01 Info |                                                                |
| Sluis van Débihan op de Hene (monument) omgeving (site)        |                    | Pommerœul    |                               | 50° 26' 42" NB, 3° 45' 3" OL  | 51009-CLT-0010-01 Info | Sluis van Débihan op de Hene (monument)omgeving (site)         |